# Haloragis jerosoides
Haloragis jerosoides är en slingeväxtart som beskrevs av Joseph Marie Henry Alfred Perrier de la Bâthie. Haloragis jerosoides ingår i släktet Haloragis och familjen slingeväxter. Inga underarter finns listade i Catalogue of Life.